# Seznam poštovních známek České republiky
Poštovní známky České republiky jsou vydávány od roku 1993.
Poštovní známky České republiky vydávalo v období 1993 až 2002 Ministerstvo dopravy a spojů České republiky, v období 2003 až květen 2007 Ministerstvo informatiky České republiky. Od června 2007 je vydává Ministerstvo průmyslu a obchodu České republiky (podle § 35 29/2000 Sb. ve znění zákona č. 95/2005 Sb. a zákona č. 110/2007 Sb.). Náklady na vydávání poštovních známek hradí a jejich uvádění do oběhu provádí držitel poštovní licence (podle § 35 29/2000 Sb.) – tzn. v letech 1993 až 2008 Česká pošta s. p.

## Hlavní články
- Seznam poštovních známek České republiky 1993–1999
- Seznam poštovních známek České republiky 2000–2009
- Seznam poštovních známek České republiky 2010–2013
- Seznam poštovních známek České republiky 2014
- Seznam poštovních známek České republiky 2015
- Seznam poštovních známek České republiky 2016
- Seznam poštovních známek České republiky 2017
- Seznam poštovních známek České republiky 2018
- Seznam poštovních známek České republiky 2019
- Seznam poštovních známek České republiky 2020
- Seznam poštovních známek České republiky 2021
- Seznam poštovních známek České republiky 2022
- Seznam poštovních známek České republiky 2023
- Seznam poštovních známek České republiky 2024